# Аскания Нова (резерват)
 Тази статия е за биосферния резерват.  За селището вижте Аскания Нова.  
Аскания Нова (на украински: Асканія-Нова) е най-старият биосферен резерват в Украйна и един от най-старите в света. Намира се в южната част на страната, в Херсонска област. Понастоящем е под руска окупация, в резултат на инвазията на Руската федерация в Украйна от 2022 година. В границите на резервата и буферната зона се включват 33 307,6 хектара засушлива целинна степ, от която 11 054 хектара са заети от девствени, необработвани земи със строг резерватен режим, 196,6 хектара дендрологичен парк и 61,6 хектара зоопарк. Част от него е и периодично овлажняваната зона „Большой Чапельский под“, включена в списъка на влажните зони към Рамсарската конвенция. Тук се срещат повече от 1000 копитни животни представители както на местната фауна, така и на животни от всички части на света. Степната растителност е запазена в естествен вид. Тук никога не е минавал плуг и за разлика от останалите части на обширната някога степ, районът на Аскания Нова се е запазил в непроменен вид. Руската писателка Наталия Юдина класира резервата сред стоте най-забележителни природни, национални паркове и резервати в света. През 2009 г. той е сред кандидатурите на Украйна за Новите седем чудеса на света.

## История
На 3 март 1828 г. Николай I продава почти на безценица (по 8 копейки за хектар) земята на Фердинанд Фридрих, херцог на Анхалт-Кьотен. Поради факта, че Фердинанд Фридрих носи титлата херцог на Аскания през 1841 г. мястото било наречено Аскания Нова. Поводът за продажбата на земите на Аскания-Нова е молбата на Фердинанд Фридрих отправена през 1826 г. към руското аташе в Лайпциг. Херцогството било заинтересовано от развитието на овцевъдството и обезлюдените степи на Южна Русия се оказали идеално място за това. В същия момент Русия имала нужда от внос на високопродуктивни породи овце на своя територия. На 11 август 1828 г. от Саксония тръгват 25 души с 2286 овце, 2 бика, 8 крави и 8 коня. До Аскания Нова достигат едва 35 овце. Въпреки това обаче поголовието бързо нараства и за няколко години достига 8000 глави. За първите десет години колониалистите били освободени от данък към херцогството. След смъртта на Хенрих фон Анхалт-Кьотен херцогството става владение на херцога на Десау. На 6 октомври 1856 г. под претекст, че е нерентабилна Аскания-Нова е продадена на немския барон земевладелец Фалц-Файн. Синът му Фридрих Фалц-Файн е основател на бъдещия резерват.
През 1874 г. едва 17-годишен младият Фалц-Файн за отличен успех от матурата получава от баща си награда волиера. В нея са отглеждани местни видове птици и животни. Фалц-Файн завършва медицинския университет в Тарту и се дипломира като ветеринарен лекар като постепенно за около 15 години превръща волиерата в аклиматизационен парк. През 1887 г. са донесени и първите бозайници, които започват успешно да се размножават през 1891 г. През 1888 г. са донесени щрауси от Африка и кулани от земите на Туркмения. Резерватът е създаден през 1898 г. в имението на Фалц-Файн като частен резерват под името „Чапли“. Той се отказва от обработка на земята с цел запазване на автентичния характер на района, богат на степни видове растения и животни, благоустроява Аскания Нова като докарва водопровод, електричество и организира богата библиотека. За около две години успява да организира донасянето на различни видове както типични за степите растения и животни, така и видове обитаващи савани и полупустинни местности от различни части на света. Така скоро след това тук са се срещали 58 вида бозайници и 344 вида птици, а общия брой на животните надхвърлял 2000 вида. В края на 19 век Фалц-Файн извършва няколко експедиции до Монголия за улавяне на диви коне на Пржевалски. Първите 5 кобили пристигат в Аскания през 1899 г., а през 1901 г. идват още 52 коня. От тях успяват да оцелеят 28, които са предшественици на най-големия днес табун коне от вида, който обитава земите в полусвободно състояние. През 1910 г. е създадена зоологическа станция, в която е извършвана селекционна дейност. През 1877 г. на площ от 28 хектара Фалц-Файн основава и ботаническа градина. В периода 1885 – 1902 г. тук са засадени повече от 220 дървесни вида от цял свят.
След 1912 г. районът е отворен за по-широк кръг хора като за периода 1912 – 1917 г. е посетен от 13 хил. души. През 1914 г. резерватът е посетен от Николай II. Той остава очарован от местния дендрологичен и зоопарк. В знак на благодарност на Фридрих Фалц-Файн е присъдена титла на потомствен дворянин.
Скоро след това обаче през 1917 г. в резултат на политическите промени в Русия Фалц-Файн е принуден на емигрира в Германия. До своята смърт той тежко преживява принудителната раздяла с Аскания Нова. На надгробната плоча в Берлин в памет на забележителния му труд са изобразени два степни орела – любимите птици на Фалц-Файн.
През 1917 г. резерватът е национализиран, като за комисар е назначен видният руски географ и пътешественик Пьотър Козлов, който успява да съхрани от унищожение по време на гражданската война голяма част от уникалното му биоразнообразие. През 1919 г. е обявен за Народен резерватен парк, а през 1921 г. след края на Гражданската война – за Държавен степен резерват. В 1932 г. на базата на съществуващата Зоотехническа станция е организиран Всесъюзен Научноизследователски институт по хибридизация и аклиматизация на животните. През 1956 г. на района присъждат статус на Украински научноизследователски институт по животновъдство в степните райони, а от 1984 г. биосферния резерват е включен в глобалната мрежа на биосферните резервати на ЮНЕСКО. След разпадането на СССР резерватът е под юрисдикцията на Националната академия по аграрни науки на Украйна. През 1994 г. по инициатива на президента Леонид Кучма и президента на Украинската академия на науките Борис Патон на резервата е присъдено да носи името на своя създател Фридрих Фалц-Файн.
Първоначално територията на резервата била 600 хектара. Днес тя надхвърля 11 хиляди хектара. В дендрологичния парк растат около 500 вида степни растения, много от тях включени в Червената книга на Украйна, 1000 дървесни вида и повече от 1500 цъфтящи декоративни растения. Зоологическият парк е обитаван от повече от 5000 животни спадащи към 111 вида птици и бозайници. На територията на резервата са провеждани военни действия при две войни – Руската гражданска и Втората световна война. Три-четвърти от животните загинали или служили за храна на армията или бракониери в смутните времена. Въпреки това обаче резерватът устоял. Интересен е и факта, че днес резерватът частично се финансира от внука на Фалц-Файн, който носи и неговото име. Периодично той финансира резервата и доставя необходимо за дейността му оборудване.

## Климат и особености на релефа
Климатът в Аскания Нова е засушлив с дълго лято и кратка облачна зима. Средната температура през юли е 23,4 °C, максимум 38 °C. Средната температура през януари е -3,6 °C, като е възможно да настъпват внезапни студове и поява на силни ветрове и бури, при които температурата спада до -34 °C. Снежната покривка рядко надвишава 10 cm и не се задържа дълго. Количеството на дъждовете се увеличава през месеците май, август и септември. Почвите са предимно черноземни, по-рядко тъмноканелени. Резерватът се намира на надморска височина 28 – 30 m.

## Флора
В резервата са установени 478 вида висши растения, в това число над 50 ендемити. Преобладаваща е тревистата растителност със степен характер. Във влажната зона виреят и редица влаголюбиви видове. Горски и храстови видове, нетипични за местната природна среда, се срещат в специално създадения дендропарк. В Червената книга на Украйна са вписани 13 вида висши растения, 3 вида гъби и 4 вида лишеи.

## Фауна
Установени са над 1155 вида членестоноги, 7 вида земноводни и влечуги, 18 вида бозайници. Прелитащите над територията на резервата птици са над 270 вида, от тях 107 вида гнездят в самия резерват. Над 100 години в резервата се провеждат научни изследвания във връзка с аклиматизацията, опитомяването и хибридизацията на диви животни, главно копитни бозайници от различни райони на света – бизони, различни видове антилопи, кон на Пржевалски, кулан (диво магаре) и други. В резултат на хибридизацията са получени над 90 вида хибриди, като зеброиди, зубробизони, зубробици, кръстоски между коне на Пржевалски съответно с питомни, зебри и кулани. През 1980-те птици от вида Сив коронован жерав са интродуцирани в резервата Аскания Нова..
През последните столетия в района на Аскания Нова бавно и целенасочено са унищожавани естествени представители на мегафауната на района. Такава била съдбата на тура и тарпана, които изчезнали завинаги от лицето на Земята. Популациите на благородния елен също били ограничени до района на планинските участъци в Крим на юг. Подобна била съдбата и на степния мармот (Marmota bobak). Антилопата сайга е естествен обитател на асканийската степ. Тя обаче изчезва оттук през 18 век. Повторно са привнесени тук двойка сайги от района на днешния Волгоград (тогава Царицин). По-късно са донасяни още много от тези чифтокопитни бозайници, които първоначално трудно се аклиматизирали и умирали. Днес това са едни от често разпространените копитни бозайници в резервата. Още по-трудно се оказала аклиматизацията на коня на Пржевалски. Първото жребче се родило тук през 1905 г., а до вековния юбилей на резервата тук се родили 400 коня на Пржевалски. Оттук са изпратени екземпляри на редкия вид из няколко зоопарка в Германия. По проект за реинтродукция през 1992 г. Аскания Нова изпраща 8 коня в първоначалната им родина – националният парк Хустайн Нуру в Монголия. В края на 19 век Фалц Файн донася и антилопи кана. Екземплярите се аклиматизирали добре и размножили успешно. На по-късен етап са правени опити женските да се доят, а млякото да се използва за целебна цел. Млякото от тази антилопа е четири пъти по-богато на мазнини от кравето. През зимните месеци най-топлолюбивите видове се вкарват в помещения в зоологическия парк към резервата.
Богатството сред по-дребните бозайници не е така голямо. Сред типичните за района видове се срещат полевки, които в благоприятни години се размножават в значителни размери. Срещат се и малки мишевдни гризачи, хомяци, лалугери, тушканчици, таралежи, земеровки. От прилепите се среща ръждив вечерник. От хищните бозайници тук се срещат хермелини, язовци, невестулки, степни порове и лисици. Последният вълк в района на резервата е убит през 1954 г. Макар и рядко тук навлизат и аклиматизираните в Европа енотовидни кучета. Техният начин на живот и прехрана обаче не са подходящи за степните условия и те са по-често срещани в района на бреговете на Днепър и залива Сиваш на Азовско море.
На територията на резервата се срещат над 60 вида птици, от които в степта гнездят 16. Има много прелетни видове, които се срещат тук през пролетта. Това се дължи на факта, че резерватът се намира на пътя на Азовско-Черноморския миграционен път и много от мигрантите намират тук място за почивка и храна. В зоопарка гнездят около 40 вида, а на изкуствено създадените водоеми около 30 вида птици, които никога преди това не са се срещали в Аскания Нова. Сред най-многочислените представители са птиците от семейство Чучулигови – 6 вида.
В степите могат да се видят двойки на момин и сив жерав. Тук гнездят дропли, стрепети и яребици. Сред хищните птици рядък представител е степния орел. Той е и най-едрият прдставител на хищната орнитофауна. Сред по-дребните хищници са вечерните ветрушки, степен и полски блатар. Срещат се и ястреби и морски орли. През есента се чуват звуците издавани от големите свирци а вечер се открояват гласовете на пойните лебеди.
От влечугите тук се срещат смок стрелец, усойници и гущери. Богатството на насекоми е голямо.

## Зоопарк
Зоопаркът се намира в тясна връзка с резервата. В колекцията му влизат 34 вида млекопитаещи и 76 вида птици. Той е организиран в две секции – за бозайници и птици.
Орнитопаркът е изграден от волиери или оградени паркови места, в които полусвободно се обитават и гнездят различни видове птици. С течение на годините много донесени птици в парка са пуснати на свобода и привлечени от храната, условията на средата и възможността за гнездене са се превърнали в естествени обитатели на района. Тук се отглеждат различни видове фазани, които намират храна в близката степ. В парка живеят два вида лебеди, четири вида гъски и пет вида патици. Те са ядрото на водните птици обитаващи изкуствено създадените водоеми подхранвани от дълбоки сондажи. Други крайбрежни птици са розовото фламинго и чаплите. Сред екзотичните птици на орнитопарка са сивите короновани жерави, пауни, папагали, жерави и други. Във волиерите се отглеждат предимно хищни птици като едрите степни орли.
Интересна е групата на бягащите птици. Аскания Нова е мястото където за пръв път са се размножили щрауси в Европа. От едрите родствени птици тук са аклиматизирани четири вида – африкански щраус, южноамериканско нанду, австралийско ему и казуари. Първите два вида от тях през летните месеци на годината се пускат на свобода извън парка в степта. Заедно с останалите привнесени тревопасни от африканските савани птиците успешно се възпроизвеждат.
В отдела за бозайници се отглеждат едри и по-дребни основно тревопасни животни, типични представители за степта, саваните и полупустините. Зебрите тук са не повече от 20 екземпляра. През зимата те се отглеждат в помещения тип конюшни, а лятото стадото на африканските еднокопитни пасе редом с табуна на конете на Пржевалски. В опитната станция към резервата се извършват кръстоски на зебри с диви коне като се получават екземпляри с интересна окраска, които обаче са безплодни. Зубрите и бизоните са доста по-многочислени тук. Дивите европейски и северноамерикански чифтокопитни също се използват за опитни цели. Кръстосват се като представители на двата вида така и представители на двата вида с говеда, одновно диви. В годините преди Втората световна война тук са ръзвъждани хибриди между зубри и бизони. До началото на войната стадото наброявало 50 глави, които пасели свободно в степите на Аскания. Гибелта му по време на войната се оказала една от най-тежките загуби за Аскания в този период. Тук се развъждат и отглеждат и представители на тибетския як, гаял, бантенг, азиатски и къфърски биволи. Благородните елени надхвърлят 100 индивида и са добре приспособени в района. Устроени са места за зимуване на едрите чифтокопитни където биват подхранвани в тежките за тях условия на студената зима.
Сред представителите на по-дребните преживни тревопасни животни са козирозите. Тук се срещат различни представители на този род – муфлони, уриали, африкански гривест козел, централноазиатски винтороги козли и сибирски козирози. Срещат се и американски и европейски диви козли.
От семейство Камилови се отглеждат лами, гуанако, едногърби и двугърби камили. От африканските копитни освен зебри тук се отглеждат антилопи гну, кана, бубал и нилгау.
През последните години чеслеността на дивите копитни животни н Аскания Нова се движи около 600 индивида, представители на 50 вида.

## Дендропарк
Дендрологичният парк коренно се различава от окръжаващата го степ. Той е изграден съгласно предварителен план. Първоначално в степта са изкопани дълбоки кладенци, чрез които да се достави вода на повърхността. Първата водонапорна кула е изградена така, че да наподобява на малък замък. Земята е вкопана и запълнена с вода като са се образували малки езерца. По бреговете им се е изградил и ботаническият парк. Тук подобно на животните са посадени храсти и дървета от различни части на света. Паркът е оформен като гора отделена от полянки или храсти. Тук растат около 150 вида дървета и храсти като канадския символ млечен явор, кримски черен бор, различни видове дъб, виргинска хвойна (Juniperus virginiana), бряст и много други широколистни и иглолистни представители. Сред най-многочислените представители в парка са ясен, бяла акация, бряст, дъб, туя, орлови нокти и люляк. В близост до бреговете растат плачещи върби.

## Природни забележителности
Територията на резервата обхваща три основни степни масива – Северен, Южен и Голям Чапелски под.
Големият Чапелски под е характерна за района вдлъбната низина с размери 4 х 6 km и площ от 2,4 хил. хектара. Представлява уникална по рода си депресия, която периодично се запълва с дъждовни води. Тук е изключително богатството на цъфтящи растения – 368 вида като 58 от тях са ендемитни, а 7 се срещат само тук. Големият Чапелски под създава идеални условия за обитание на диви копитни тревопасни бозайници от различни континенти. Тук се срещат бизони, сайги, елени лопатари, коне на Пржевалски, кулани, благородни елени, кафърски биволи. През лятото тук се пускат на паша и животни, които през студените месеци се отглеждат в зоопарка – ватуси, антилопи кана, гну, антилопа нилгау, зебри и гаури.
Много прелетни птици кацат тук за почивка, а често остават и за по-продължително време. Това явление се наблюдава особено добре през периоди от около десетина години, когато бързо настъпва пролет след многоснежна зима. Топящите се снегове бързо се отичат в безотточния Чапелски под като водите се задържат за около две години без да пресъхват. Така се създава едно влажно заблатено място, богато на хранителни ресурси.

## Каменни жени и кургани
В района на резервата има каменни статуи и кургани. Според някои това са древни скитски ритуални статуи, а според други произходът им е по-късен и е дело на куманите обитавали няколко столетия района.